# Leopold Binental
Leopold Jan Binental (ur. 10 stycznia 1886 w Kielcach, zm. w 1944 w Auschwitz-Birkenau) – polski skrzypek, muzykolog i publicysta żydowskiego pochodzenia.

## Życiorys
Leopold Jan Binental urodził się 10 stycznia 1886 w Kielcach, w zamożnej polsko-żydowskiej rodzinie Henryka i Franciszki z Guranowskich. Henryk Binental był znanym przedsiębiorcą. W 1902 nabył podwarszawską osadę Dąbrówka-Leonówka i założył tam wytwórnię drożdży. Dla terenu zakładu przyjęła się wkrótce nazwa Henryków (obecnie część warszawskiej Białołęki). W latach międzywojennych Henryk wraz z trzema synami, Mieczysławem, Józefem i Aleksandrem prowadził Warszawskie Zakłady Przemysłowe Wyrobu Drożdży Prasowanych, Słodu i Spirytusu SA. Leopold Jan jako jeden z rodziny nie zajął się interesami. Ojciec zadbał o staranne wykształcenie Leopolda.
Ukończył Wyższą Szkołę Muzyczną oraz Wydział Prawny Uniwersytetu w Paryżu, a także Konserwatorium Muzyczne w Warszawie.
Jako ochotnik wziął udział w wojnie polsko-bolszewickiej. Udział w wojnie zakończył w stopniu podporucznika rezerwy. W latach 1919–1923 pracował jako starszy referent w Wydziale Literatury, Muzyki i Teatrów Departamentu Sztuki Ministerstwa Kultury i Sztuki.
Był profesorem Wyższej Szkoły Muzycznej im. F. Chopina w Warszawie oraz krytykiem muzycznym Kuriera Warszawskiego. Był prezesem sekcji naukowej wydawnictwa Warszawskiego Towarzystwa Muzycznego. Był również profesorem i pracownikiem Warszawskiego Towarzystwa Muzycznego, członkiem francuskiego Instytutu Chopina oraz sekretarzem rady Towarzystwa Szerzenia Sztuki Polskiej wśród Obcych. Był inicjatorem oraz współorganizatorem głośnych wystaw chopinowskich w Muzeum Narodowym w Warszawie (1932) i Bibliotece Polskiej w Paryżu (1932 i 1937). Zgromadził kolekcję autografów i pamiątek po Chopinie, którą w środowisku muzykologów uznaje się za niezwykle cenną. W 1934 razem z dyplomatą, Tadeuszem Brzezińskim odkrył w archiwum wydawnictwa Breitkopf und Härtel zbiory rękopisów Fryderyka Chopina i jego portrety wykonane w postaci dagerotypów. Wydawnictwo Breitkopf und Härtel jako pierwsze wydawało utwory Fryderyka Chopina, a w 1843 zakupiło od kompozytora prawa do jego twórczości. Zbiory zostały wykupione przez rząd Rzeczypospolitej w 1937 roku za cenę 100 tys. marek niemieckich (równowartość 200 tys. złotych polskich).
Był również kolekcjonerem dzieł sztuki. Jego zbiór obejmował ceramikę starożytną, bliskowschodnią i nowożytną europejską, rzeźbę średniowieczną oraz tkaniny, złotnictwo i judaica<. Po wybuchu wojny, jesienią 1939 roku Binental zabezpieczył swoje zbiory. Trzy skrzynie z ceramiką i dziełami sztuki zdeponował w Muzeum Narodowym w Warszawie. Jakie podjął decyzje co do losów pamiątek po Chopinie do tej pory nie wiadomo.
Na początku 1940 roku z żoną Janiną wyjechał do Francji, do Paryża, gdzie mieszkała jego córka Krystyna. Jednak w 1944 roku został wraz z żoną aresztowany. Został przywieziony do KL Auschwitz 30 marca 1944 w 70 transporcie z Drancy. Oznaczony numerem 176137 w październiku trafił do obozowego Instytutu Higieny SS. O Janinie Bilental brak informacji.

## Życie osobiste.
Żonaty z Janiną Heilpern. Ślub zawarto 22 stycznia 1908 roku. Miał córkę Krystynę (ur. 1911), która poślubiła polskiego rzeźbiarza, Marię Albina Bonieckiego po wojnie. Rodzina przed wybuchem II wojny światowej zamieszkiwała w Warszawie, przy ul. Hożej 15.

## Publikacje
- Chopin – Mickiewicz – G. Sand. Nieznane listy Chopina i Mickiewicza, Kurier Warszawski 17/1937
- Dziennik Fryderyka Chopina. [Dziennik stuttgarcki], Kurier Warszawski 309/1932
- Pamiątki szopenowskie. [Przegląd zabytków zachowanych w Polsce], Muzyka 7/9 1932
- Chopin. W 120 rocznicę urodzin. Dokumenty i pamiątki, Warszawa 1930, Lipsk 1932
- Nieznany notatnik Szopena [z r. 1849], Muzyka 11/1930
- Chopin, życiorys twórcy i jego sztuka, Warszawa 1930 i 1937, Paryż 1934

## Odznaczenia
- Krzyż Kawalerski Legii Honorowej[5]